# King Kong by STARSHIP娛樂
King Kong by STARSHIP娛樂（韓語：킹콩 by 스타쉽），是韓國的經紀公司，原名為King Kong娛樂（韓語：킹콩엔터테인먼트），於2009年成立。2017年，STARSHIP娛樂宣布與King Kong娛樂正式合併，演員經紀合約的部分隸屬King Kong by STARSHIP娛樂，同時亦成為STARSHIP娛樂的100%投資持股子公司。

## 歷史
King Kong娛樂成立於2009年，由李眞聲（Lee Jin-sung）成立。首位旗下的藝人為演員金汎。
2015年5月20日，LOEN娛樂的子公司STARSHIP娛樂宣布收購King Kong娛樂100％股份。
2017年1月2日，STARSHIP娛樂宣布與King Kong娛樂正式合併，合併後的公司以STARSHIP娛樂作為公司名稱，演員經紀隸屬King Kong by STARSHIP娛樂，以綜合經紀公司體系進行事業發展。。

## 旗下藝人
- 金汎（2009年–）
- 柳演錫（2009年–）
- 李光洙（2010年–）
- 李棟旭（2011年–）
- 韓旻（2014年—）
- 趙胤熙（2014年–）
- 李美妍（2017年—）
- 申承浩（2018年—）
- 鄭元昌（朝鲜语：정원창）（2018年—）
- 吳素賢（2019年—）
- 蔡秀彬（2019年–）
- 宋承憲（2019年–）
- 宋昰昀（2019年–）
- 安逍遥（2020年—）
- 李承宪（2020年—）
- 李多妍（2020年—）
- 申譞洙（2020年—）
- 千英敏（2021年—）
- 孫宇賢（2021年—）
- 李真 （2011年—2015年、2021年—）
- 宋智妍（2022年—）
- 金承华（2022年—）
- 禹賢珍（2022年—）
- 高雅羅（2023年–）[6]
- 张多雅（2023年—）

## 過往藝人
- 韓彩雅 （2011年—2012年）
- 朴敏英 （2010年—2013年）
- 金宣兒 （2011年–2013年）
- 李清娥 （2009年—2014年）
- 成宥利 （2010年–2014年）
- 宋旻晶 （2011年—2014年）
- 李荷妮 （2012年—2014年）
- 徐孝琳 （2012年—2014年）
- 張熙軫 （2012年—2014年）
- 李英幼 （2013年—2014年）
- 金智安（2014年—2017年）
- 林珠銀 （2013年—2018年）
- 尹真伊 （2011年—2019年）
- 池一株（2011年—2019年）
- 朴敏雨（2013年–2019年）
- 金智媛 （2014年—2019年）
- 金珉志（2019年）
- 趙潤宇（2013年—2021年）
- 朴喜洵 （2015年—2021年）
- 吳雅妍（朝鲜语：오아연）（2015年–2021年）
- 姜恩雅（2016年—2021年）
- 李伊利雅（2017年–2021年）
- 金多順 （2017年—2021年）
- 吳惠媛（2016年–2022年）
- 林秀晶（2018年–2022年）
- 郑东铉（2013年—2019年）
- 张正然（2017年—2020年）
- 鄭珠妍（2018年—2020年）
- 李鍾和（2018年—2020年）
- 至祐（2019年—2020年）
- 金寶敏（2020年）
- 鄭準元（2018年—2021年）
- 申智妍（2020年—2021年）
- 李露妃（2019年—2022年）
- 崔熙真（2017年—2024年）
- 崔元明（2015年—2024年）
- 全昭旻（2020年—2024年）
- 柳惠英（2022年—2025年）
- 金熙在
- 李秀敏
- 朴珠妃

## 外部連結
- 官方網站 （页面存档备份，存于）
- King Kong By Starship Entertainment的Facebook專頁
- King Kong By Starship Entertainment的Instagram帳戶
- YouTube上的King Kong By Starship Entertainment頻道
- King Kong By Starship Entertainment Naver Post （页面存档备份，存于）
- King Kong By Starship Entertainment Naver TV （页面存档备份，存于）